# Mitsubishi 4J1
Mitsubishi 4J1 — рядный четырёхцилиндровый бензиновый двигатель внутреннего сгорания, производящийся Mitsubishi Motors с 2011 года. Главная цель двигателя заключается в снижении выбросов CO2. Также у двигателя улучшен расход топлива. По сравнению с двигателями Mitsubishi 4B1, конфигурация клапанного механизма была изменена с DOHC на SOHC, добавлена технология регулируемого подъёма клапанов (VVL). На некоторых рынках Японии, Европы и Латинской Америки двигатель устанавливается на автомобили Mitsubishi Lancer X и Mitsubishi ASX.

## 4J10

### Технические характеристики
| Тип двигателя                 | Рядный, четырёхцилиндровый, SOHC, 16 клапанов, MIVEC |
| Объём                         | 1,8 л (1798 см3)                                     |
| Диаметр цилиндра x ход поршня | 86 мм × 77,4 мм                                      |
| Степень сжатия                | 10.7:1                                               |
| Топливная система             | ECI multiple                                         |
| Мощность                      | 102 кВт (139 л. с.) при 6000 об/мин                  |
| Крутящий момент               | 172 Н⋅м при 4200 об/мин                              |

### Устанавливается на
- 2013 Mitsubishi RVR (Япония)[3]
- 2017 Mitsubishi Grand Lancer (Тайвань)[4]
- 2015 Mitsubishi Lancer

## 4J11

### Технические характеристики
| Тип двигателя                 | Рядный, четырёхцилиндровый, SOHC, 16 клапанов, MIVEC |
| Объём                         | 2,0 л (1998 см3)                                     |
| Диаметр цилиндра x ход поршня | 86 мм × 86 мм                                        |
| Степень сжатия                | 10.5:1                                               |
| Топливная система             | MPI с электронным управлением                        |
| Мощность                      | 110 кВт (150 л. с.) при 6000 об/мин                  |
| Крутящий момент               | 195 Н⋅м при 4100—4200 об/мин                         |

### Устанавливается на
- 2012—2019 Mitsubishi Outlander[5]
- 2020 Mitsubishi ASX

## 4J12

### Технические характеристики
| Тип двигателя                 | Рядный, четырёхцилиндровый, SOHC, 16 клапанов, MIVEC |
| Объём                         | 2,4 л (2360 см3)                                     |
| Диаметр цилиндра x ход поршня | 88 мм × 97 мм                                        |
| Степень сжатия                | 10.5:1                                               |
| Топливная система             | MPI с электронным управлением                        |
| Мощность                      | 124 кВт (169 л. с.) при 6000 об/мин                  |
| Крутящий момент               | 220 Н⋅м при 4200 об/мин                              |

### Устанавливается на
- 2016 Mitsubishi Outlander (Южная Африка и Аргентина)
- 2016—2020 Mitsubishi Outlander (комплектации ES, SE, LE, SEL в США и Пуэрто-Рико)[6]
- 2013—2017 Mitsubishi Outlander (Австралия)